# Priprava hrane
Priprava hrane se je razvijala istočasno z razvojem človeka. Naši predniki so ugotovili, da lahko surovo meso oz. zelenjavo pripravijo na različne načine; ter si tako omogočijo lažje zauživanje hrane ter seveda »popestritev jedilnika«.

## Kratka zgodovina
Sprva so ljudje jedli le surovo hrano, saj niso obvladali veščine priprave ognja. Prvo pečeno meso so najverjetneje dobili po požarih, ko so prišli do kadavrov opečenih živali (sprva so bili ljudje mrhovinarji).
Z obvladovanjem ognja so si lahko sami pripravili pečenko; ko se je razvila še obrt, pa so si lahko skuhali oz. dušili hrano v glinenih posodah.
Tudi uporaba začimb se je začela oprijemati, seveda le na tistih območjih, kjer so jih imeli oz. znali poiskati.

## Načini priprave hrane
bardiranje - bistrenje - blanširanje - cizeliranje - dekoriranje - dušenje - filiranje - flambiranje - garniranje - glaziranje - kuhanje - kuhanje sladkorja - kvašenje - mariniranje - mazanje - nabrekanje - odluščevanje - paniranje - pečenje - sortiranje - piriranje - posnemanje - šemiziranje - vezanje jedi - žar -